# Мохаммад Талаей
Мохаммад Талаей (перс. محمد طلایی; нар. 8 березня 1973, Ісфахан) — іранський борець вільного стилю, переможець, срібний та бронзовий призер чемпіонатів світу, дворазовий бронзовий призер чемпіонатів Азії, бронзовий призер Азійських ігор, бронзовий призер Кубку світу, чемпіон Ігор доброї волі, учасник двох Олімпійських ігор.

## Біографія
Боротьбою почав займатися з 1986 року. Був бронзовим призером чемпіонату світу 1993 року серед молоді. 
Виступав за борцівський клуб «Саземан Абе» з Тегерана.
Після завершення активних виступів на борцівському килимі перейшов на тренерську роботу. На початку 2014 року очолив юніорську збірну Ірану з вільної боротьби. Наприкінці 2016 року був призначений головним тренером першої збірної країни з вільної боротьби, змінивши на цій посаді Расула Хадема.

## Виступи на Олімпіадах
| Змагання                    | Збірна | Вагова категорія | Місце |
| --------------------------- | ------ | ---------------- | ----- |
| Літні Олімпійські ігри 1996 | Іран   | 57 кг            | 6     |
| Літні Олімпійські ігри 2000 | Іран   | 63 кг            | 4     |

## Виступи на Чемпіонатах світу
| Змагання                        | Збірна | Вагова категорія | Місце  |
| ------------------------------- | ------ | ---------------- | ------ |
| Чемпіонат світу з боротьби 1994 | Іран   | 57 кг            | Срібло |
| Чемпіонат світу з боротьби 1995 | Іран   | 57 кг            | 6      |
| Чемпіонат світу з боротьби 1997 | Іран   | 58 кг            | Золото |
| Чемпіонат світу з боротьби 1999 | Іран   | 63 кг            | 6      |
| Чемпіонат світу з боротьби 2002 | Іран   | 60 кг            | Бронза |
| Чемпіонат світу з боротьби 2003 | Іран   | 60 кг            | 32     |

На чемпіонаті світу 1994 року в Стамбулі здобув срібну нагороду, поступившись у фіналі олімпійському чемпіону Алехандро Пуерто з Куби. Через три роки на чемпіонаті світу 1997 в Красноярську Мохаммаду Талаею вдалося покращити цей результат. У фіналі він переміг Раміля Ісламова з Узбекистану і став чемпіоном світу. Ще через п'ять років на чемпіонаті світу 2002 в рідному Тегерані здобув бронзову медаль, ставши таким чином володарем повного комплекту нагород світових першостей.

## Виступи на Чемпіонатах Азії
| Змагання                       | Збірна | Вагова категорія | Місце  |
| ------------------------------ | ------ | ---------------- | ------ |
| Чемпіонат Азії з боротьби 1996 | Іран   | 57 кг            | Бронза |
| Чемпіонат Азії з боротьби 1997 | Іран   | 58 кг            | Бронза |
| Чемпіонат Азії з боротьби 1999 | Іран   | 58 кг            | 6      |

## Виступи на Азійських іграх
| Змагання           | Збірна | Вагова категорія | Місце  |
| ------------------ | ------ | ---------------- | ------ |
| Азійські ігри 1998 | Іран   | 58 кг            | Бронза |

## Виступи на Кубках світу
| Змагання                    | Збірна | Вагова категорія | Місце  |
| --------------------------- | ------ | ---------------- | ------ |
| Кубок світу з боротьби 1995 | Іран   | 57 кг            | Бронза |

## Виступи на інших змаганнях
| Змагання              | Збірна | Вагова категорія | Місце  |
| --------------------- | ------ | ---------------- | ------ |
| Ігри доброї волі 1998 | Іран   | 58 кг            | Золото |